# کریم‌آباد (قلعه‌زری)
کریم‌آباد روستایی در دهستان قلعه زری بخش جلگه ماژان شهرستان خوسف استان خراسان جنوبی ایران است.

## جمعیت
بر پایه سرشماری عمومی نفوس و مسکن در سال ۱۳۹۵ جمعیت این روستا ۶۸ نفر (۲۵خانوار) بوده‌است.